# Ahman Green
Ahman Rashad Green (Omaha, 16 febbraio 1977) è un ex giocatore di football americano e attore statunitense che ha militato nel ruolo di running back nella National Football League (NFL). Fu scelto nel corso del terzo giro (76º assoluto) del Draft NFL 1998 dai Seattle Seahawks. Al college ha giocato a football all’Università del Nebraska-Lincoln . Attualmente è il co-proprietario dei Green Bay Blizzard della Indoor Football League.

## Carriera professionistica

### Seattle Seahawks
Green fu scelto nel terzo giro del Draft 1998 dai Seattle Seahawks. Anche se Green mantenne una alta media di yard corse a possesso (6,0 nel 1998 e 4,6 nel 1999) ebbe delle difficoltà a ritagliarsi uno spazio dietro il veterano Ricky Watters.

### Green Bay Packers
Nel 2000, Green fu scambiato insieme a una scelta del quinto giro coi Green Bay Packers in cambio di una scelta del sesto giro e Fred Vinson. Dal 2001 al 2004 fu sempre convocato per il Pro Bowl e superò diversi record di franchigia. Dal momento che si unì ai Packers nel 2000 fino alla fine della stagione 2004, Green guadagnò più yard dalla linea di scrimmage (9.036) e yard su corsa (6.848) di qualsiasi altro giocatore nella NFL. Nel 2003 disputò la miglior stagione della carriera, stabilendo il nuovo record di franchigia di Green Bay per yard corse in una stagione con 1.883 . Passò anche un touchdown il 17 ottobre 2004 contro i Detroit Lions. Nei suoi anni coi Packers, Green divenne uno dei soli due giocatori della storia della NFL a segnare due touchdown su corsa da 90 o più yard (Bo Jackson è l'altro). Malgrado una stagione 2005 accorciata da un infortunio, i Packers fecero firmare un rinnovo contrattuale di un anno del valore di 2 milioni di dollari, oltre a 3 milioni di eventuali incentivi. Dopo la stagione 2006 divenne un free agent.

### Houston Texans
Il 4 marzo 2007 Green firmò un contratto quadriennale del valore di 23 milioni di dollari con gli Houston Texans, riunendosi col suo ex allenatore Mike Sherman e al runningback dei Packers Samkon Gado. In due stagioni coi Texas disputò solamente 14 partite segnando 4 touchdown su corsa.
Il 10 febbraio 2009, Green fu svincolato dai Texans.

### Ritorno ai Packers
Ahman Green rifirmò ufficialmente coi Green Bay Packers il 21 ottobre 2009 adopo che i Packers inserirono il running back DeShawn Wynn in lista infortunati. Col suo ex numero, il 30, indossato dal fullback John Kuhn, Green scelse di indossare il numero 34 in onore dell'ex running back dei Chicago Bears Walter Payton. L'8 novembre 2009 Green superò il record di Jim Taylor diventando il miglior corridore di tutti i tempi della storia dei Packers.
Prima di ritirarsi passò brevemente per i roster degli Omaha Nighthawks della United Football League e dei Montreal Alouettes della Canadian Football League.

## Palmarès
- Convocazioni al Pro Bowl: 4

2001, 2002, 2003, 2004
- All-Pro: 2

2001, 2003
- Giocatore offensivo dell'anno della NFC: 1

2003
- Running back dell'anno: 1

2003
- Running back della settimana: 6

4ª, 5ª, 9ª e 17ª settimana della stagione 2003, 17ª settimana della stagione 2004, 8ª settimana della stagione 2006
- Leader di tutti i tempi dei Green Bay Packers per yard corse

## Statistiche
| Yard corse         | 9.205 |
| Touchdown su corsa | 60    |

## Filmografia parziale
- Stretch, regia di Joe Carnahan (2014)